# Acetil-L-carnitina
La acetil-L-carnitina (conosciuta anche come L-acetilcarnitina, levacecarnina o ALCAR) è una forma acetilata della L-carnitina. La molecola trova utilizzo in clinica come coadiuvante  nel trattamento delle vasculopatie cerebrali. Il composto nell'organismo, e precisamente nel sangue, viene metabolizzato grazie a esterasi plasmatiche in carnitina, la quale viene utilizzata per trasportare gli acidi grassi nei mitocondri: gli acidi grassi vengono quindi utilizzati e ossidati.

## Farmacodinamica
La levacecarnina viene sintetizzata nei mitocondri a partire dalla carnitina e dall'acetil-CoA, per opera dell'enzima L-acetilcarnitina transferasi, con il rilascio del coenzima A.

Durante un intenso esercizio fisico una gran parte della L-carnitina e acetil-CoA inutilizzati vengono convertiti in ALCAR e coenzima-A (CoA) all'interno dei mitocondri grazie all'enzima carnitina O-acetiltransferasi.

L'ALCAR viene trasportato al di fuori dei mitocondri dove si converte nuovamente nei due costituenti base. La L-carnitina viene riportata indietro nei mitocondri dove, con gruppi acilici, facilita l'utilizzo degli acidi grassi, tuttavia un eccesso di acetil-CoA può bloccare questo processo.
L'eccesso di acetil-CoA provoca infatti un aumento del numero di carboidrati che possono essere utilizzati a scopo energetico a scapito degli acidi grassi. Ciò avviene tramite diversi meccanismi all'interno e all'esterno dei mitocondri. Il meccanismo di trasporto di ALCAR comporta una riduzione di acetil-CoA all'interno dei mitocondri, ma un aumento all'esterno.

Il metabolismo del glucosio nei soggetti diabetici migliora con la somministrazione sia di ALCAR sia di L-carnitina. 
ALCAR diminuisce il consumo di glucosio e favorisce invece l'ossidazione degli acidi grassi nei pazienti non diabetici. Una quota di L-carnitina viene convertita in ALCAR dopo l'ingestione nell'uomo.
 
Il farmaco in ultima analisi agisce come donatore di gruppi acetilici che, associati con il coenzima A, intervengono nel ciclo di Krebs: vengono così influenzati sia il metabolismo degli acidi grassi sia quello dei glucidi.
La molecola è simile, da un punto di vista strutturale, all'acetilcolina: è stata avanzata l'ipotesi che la L-acetilcarnitina a livello del sistema nervoso centrale possa partecipare alla formazione di questo mediatore chimico.

Gli effetti neuroprotettivi della somministrazione di ALCAR sono stati sperimentalmente dimostrati in modelli di ischemia cerebrale in ratti e nel trattamento di danni al sistema nervoso periferico. Alcuni studi hanno evidenziato possibili effetti neuroprotettivi anche nei pazienti con malattia di Parkinson.
È stato accertato che ALCAR accresce la motilità degli spermatozoi, probabilmente in conseguenza di un incremento dei livelli plasmatici di testosterone, in quanto favorisce un maggior rilascio di ormone luteinizzante.
Poiché la motilità degli spermatozoi è tra i fattori più importanti nel determinare la potenziale fertilità di un individuo, acetil-L-carnitina potrebbe essere di utilità in alcuni maschi per incrementarne la fertilità.

## Farmacocinetica
Studi eseguiti nel ratto hanno messo in evidenza che concentrazioni plasmatiche massime (Cmax) di 5375 µmoli/L si ottengono a distanza di 5 minuti dalla somministrazione endovenosa di 333 mg/kg peso corporeo. Nelle sei ore successive le concentrazioni calano fino a valori di 106 µmoli/L. 
A seguito di somministrazione per via orale di 500 mg/kg peso corporeo entro 4 ore viene raggiunto un picco plasmatico di circa 40 µmoli/L. Questo valore resta costante per circa 8 ore. Il farmaco può attraversare la barriera ematoencefalica e, una volta penetrato nel sistema nervoso centrale (SNC) probabilmente gioca un ruolo come sostanza antiossidante.
Sebbene la somministrazione di ALCAR sia stata spesso suggerita al posto della semplice L-carnitina, a causa di una maggiore biodisponibilità, diversi studi hanno messo in evidenza che ALCAR possa in realtà avere una biodisponibilità orale minore rispetto alla forma non acetilata.

## Tossicologia
Nel topo la DL50 è maggiore di 3000 mg/kg peso corporeo, quando il composto viene iniettato per via intramuscolare. La DL50 in caso di somministrazione per via intraperitoneale è superiore a 3600 mg/kg e maggiore di 1600 mg/kg, quando la somministrazione sia per via endovenosa. In caso di somministrazione per via orale il parametro risulta superiore a 18.000 mg/kg.

## Usi clinici
Nei soggetti adulti è stata utilizzata per il trattamento di nevriti e radicoliti (infiammazioni delle radici nervose) secondarie a lesioni meccaniche traumatiche, dirette e indirette, compressive e infiammatorie.

Ne è stato sperimentato l'utilizzo anche per migliorare lo stato di depressione, la distimia e le capacità cognitive dell'anziano e nella malattia di Alzheimer.

Una revisione del 2003 concludeva affermando che pur in presenza di beneficio, basandosi sulla scala Clinical Global Impression, a seguito di trattamento con levacecarnina, tuttavia non vi erano differenze statisticamente significative tra i gruppi di pazienti trattati con il farmaco e quelli con placebo.

## Effetti collaterali
Nel corso del trattamento, e particolarmente nelle fasi iniziali, alcuni individui possono manifestare eccitazione, ansia, agitazione psicomotoria e talvolta insonnia. Questa sintomatologia regredisce rapidamente con la diminuzione del dosaggio assunto.

## Controindicazioni
Il farmaco è controindicato in soggetti con ipersensibilità nota al principio attivo oppure a uno qualsiasi degli eccipienti della formulazione farmaceutica.

## Dosi terapeutiche
La levacecarnina può essere somministrata per os alla dose giornaliera di 0,5-1,5 g in 2-3 somministrazioni.